# Список кавалеров ордена Святого Александра Невского эпохи Анны Иоанновны

## Кавалеры эпохи Анны Иоанновны
1. 14 февраля 1730 — Анна Иоанновна, императрица, приняла поднесённый ей орден сей[1][2].
2. 6 марта 1730 — Бирон, Эрнст Иоганн, граф, обер-камергер (бывший потом курляндский герцог и регент Российской империи)[1][3].
3. 22 марта 1730 — Черкасский, Алексей Михайлович, князь, действительный тайный советник, бывший потом член кабинета и великий канцлер[1].
4. 26 апреля 1730 — Трубецкой, Иван Юрьевич, князь, генерал-фельдмаршал и сенатор[1].
5. 28 апреля 1730 — Сукин, Семён Иванович, генерал-майор и новгородский губернатор. Умер в августе 1738 года.
6. 28 апреля 1730 — Тараканов, Алексей Иванович, генерал-майор, умер генерал-аншефом в 1760 году.
7. 17 мая 1730 — Вратислав фон Дмитрович, Франц Карл, граф, австрийско-цесарский в России полномочный министр. Умер в 1750 году[1].
8. 19 июня 1730 — Бракель, Казимир Христофор, барон, действительный тайный советник и курляндский ланд-гофмейстер[1].
9. 25 июня 1730 — Брюль фон (нем. von Brühl), саксонский камергер и метр де гардероб.
10. 28 июня 1730 — Куракин, Александр Борисович, князь, камергер[1].
11. 12(2?) августа 1730 — Потоцкий, Антоний Михаил, граф, литовский подстолий[1].
12. 30 августа 1730 — Вейсбах, Иоганн Бернгард, генерал[1].
13. 13 декабря 1730 — Шверин, Филипп Богислав[швед.] фон, генерал-лейтенант, умер в 1733 году.
14. 3 февраля 1731 — Барятинский, Иван Фёдорович, князь, генерал-лейтенант и сенатор. Умер в мае 1738 года в чине генерал-аншефа.
15. 21 февраля 1731 — Апостол, Даниил Павлович, гетман малороссийский. Умер в Глухове 17 января 1734 года.
16. 6 июня 1731 — Геннин, Георг Вильгельм де, генерал-поручик от артиллерии. Умер 12 апреля 1750 года.
17. 29 июля 1731 — Загряжский, Артемий Григорьевич, генерал-майор. Умер генерал-аншефом в 1754 году.
18. 17 февраля 1732 — Кулон, Алферий Степанович де, генерал-лейтенант. Умер в 1740 году.
19. 17 февраля 1732 — Гохмут, Карл, генерал-лейтенант. Умер в 1736 году.
20. 9 апреля 1732 — Головин, Николай Фёдорович, граф, вице-адмирал[1].
21. 6 августа 1732 — Потоцкий, Франциск Игнатий, граф, польский бельский староста[1].
22. 30 августа 1732 — Салтыков, Василий Фёдорович, генерал-майор и генерал-полицмейстер[1].
23. 1733 — Раскурсен, граф, княжевич иллирийский[1][4].
24. 21 декабря 1733? — Лёвенвольде, Карл Густав фон, граф, генерал-поручик,  генерал-адъютант и гвардии Измайловского полка полковник[1][5].
25. 28 января 1734 — Салтыков, Пётр Семёнович, граф, камергер и генерал-лейтенант[1].
26. 28 января 1734 — Нарышкин, Александр Львович, тайный советник и сенатор[1].
27. 28 января 1734 — Бестужев-Рюмин, Алексей Петрович, камергер и российский в Дании чрезвычайный посланник[1][6]
28. 10 февраля 1734 — Людовик Вильгельм, принц Гессен-Гомбургский, генерал-фельдмаршал[1].
29. 28 апреля 1734 — Дуглас, Густав Отто, граф, генерал-лейтенант бывший в Ревеле губернатором[7].
30. 24 мая 1734 — Бакар Вахтангович, царевич грузинский, артиллерии генерал-лейтенант[1].
31. 13 сентября 1734 — Измайлов, Лев Васильевич, генерал-майор и гвардии Семёновского полка подполковник. Умер генерал-поручиком 13 января 1738 года.
32. 28 июня 1735 — Румянцев, Александр Иванович, генерал-поручик[1][8].
33. 2 мая 1736 — Сперрейтер, Ульрих Олафович[эст.], генерал-майор, умер генерал-лейтенантом в 1750 году[9].
34. 26 мая 1736 — Август III, король польский[1].
35. 26 мая 1736 — Сулковский, Александр Юзеф, граф, польско-саксонский кабинет-министр[1].
36. 26 мая 1736 — Брюль, Генрих фон, граф, польско-саксонский первый кабинет-министр[1].
37. 19 мая 1738 — Брюль, Иоганн Адольф фон, саксонский обер-шталмейстер, брат первого министра короля польского[1].
38. 19 мая 1738 — Флемминг, Георг, польско-саксонский генерал-майор[1].
39. 8 ноября 1738 — Антон Ульрих Брауншвейгский, герцог[1].
40. 24 декабря 1738 — Левендаль, Ульрих Фридрих Вольдемар, генерал-лейтенант, а потом генерал-аншеф и граф[10]. Впоследствии перешёл на французскую службу и умер маршалом в 1756 году.
41. 24 декабря 1738 — Шпигель, Карл Людвиг[нем.], генерал-лейтенант[11].
42. 19 июня 1739 — де Боннак, Франсуа Арман д'Юссон, маркиз, французской службы генерал-лейтенант (фр. Francois Armand d’Usson, marquis de Bonnac (1716-1778)). Сын бывшего в России министра де Боннака[1].
43. 10 сентября 1739 — Апраксин, Степан Фёдорович, генерал-майор и лейб-гвардии майор, а потом генерал-кригскомиссар[1][12].
44. 14 февраля 1740 — Любрас, Иоганн Людвиг, барон, генерал-лейтенант[1][13].
45. 14 февраля 1740 — Новосильцев, Василий Яковлевич, тайный советник и сенатор. Умер в 1743 году[13].
46. 14 февраля 1740 — Мусин-Пушкин, Платон Иванович, граф, тайный советник и сенатор[13][14].
47. 14 февраля 1740 — Миних, Христиан Вильгельм фон, граф, камергер и обер-гофмейстер[1][13].
48. 14 февраля 1740 — Остерман, Фёдор Андреевич, граф, гвардии капитан, получивший сей орден на девятнадцатом году от рождения[1][13][15].
49. 14 февраля 1740 — Бреверн, Карл фон, действительный статский советник, потом тайный советник. Самоубийственно умер 3 января 1744 года[13].
50. 14 февраля 1740 — Бирон, Пётр Эрнст, принц[1][13].
51. 14 февраля 1740 — Бирон, Карл Эрнст, принц[1][13].
52. 15 марта 1740 — Вильнёв, Людовик, маркиз, французский в Константинополе посол[1].
53. 30 марта 1740 — Трубецкой, Никита Юрьевич, князь, генерал-лейтенант и генерал-кригскомиссар[1].